# Barbara Sukowa

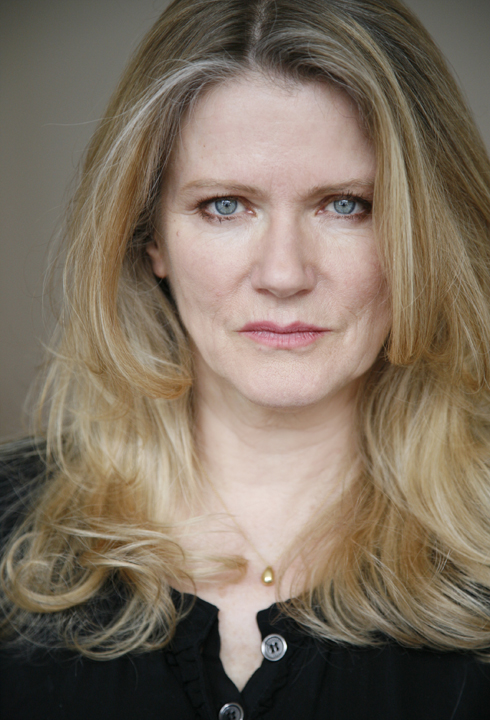
Barbara Sukowa (2013)

Barbara Sukowa (* 2. Februar 1950 in Bremen) ist eine deutsche Schauspielerin und Sängerin. Neben der Arbeit im Theater war sie seit Mitte der 1970er-Jahre in über 60 Film- und Fernsehrollen zu sehen und wurde vielfach preisgekrönt. Internationale Bekanntheit im Kino erlangte die Charakterdarstellerin ab den 1980er-Jahren durch Filme wie Die bleierne Zeit, Lola oder Rosa Luxemburg.

## Leben
Barbara Sukowa – Tochter eines Kaufmanns – besuchte in Bremen das Kippenberg-Gymnasium, das zu dieser Zeit noch ein Mädchengymnasium war. Von 1966 bis 1967 verbrachte sie ein Schuljahr in Kalifornien (USA). Dort wurde sie in Orange County zur besten Schultheaterdarstellerin gewählt, was sie als Initialzündung für ihren Beruf als Schauspielerin bezeichnet. Nach dem Abitur studierte sie ab 1968 an der Max-Reinhardt-Schule für Schauspiel in Berlin.
Aus Sukowas erster Ehe mit dem Schauspieler Hans-Michael Rehberg ging ihr erster, 1978 geborener Sohn hervor. Später war sie mit dem polnischen Schauspieler Daniel Olbrychski verheiratet. Ihr gemeinsamer Sohn Viktor Longo-Olbrychski ist Singer-Songwriter und lebt in Brooklyn. In dritter Ehe war die Schauspielerin von 1994 bis 2018 mit dem US-amerikanischen Multimediakünstler und Fotografen Robert Longo liiert, mit dem sie ab 1992 im New Yorker Stadtteil Brooklyn lebte und einen weiteren, ihren dritten, Sohn Joseph hat. Joseph Longo ist heute als Filmemacher und ebenfalls als Schauspieler tätig.

## Karriere
Nach der absolvierten Schauspielausbildung war Sukowa an Theatern im deutschsprachigen Raum engagiert. 1971 spielte sie an der Berliner Schaubühne am Halleschen Ufer in Peter Handkes Der Ritt über den Bodensee. In den 1970er-Jahren spielte sie u. a. in Frankfurt am Main und am Deutschen Schauspielhaus in Hamburg unter Regisseuren wie Luc Bondy und Ivan Nagel. Unter Ivan Nagel als Intendant des Deutschen Schauspielhauses in Hamburg gehörte sie fest zu dessen Ensemble. Als Nagel das Theater verließ, ging 1980 auch Barbara Sukowa. 1980 und 1981 spielte sie bei den Salzburger Festspielen die Rosalinde in Shakespeares Wie es euch gefällt, Regie Otto Schenk.
Zu dieser Zeit engagierte Rainer Werner Fassbinder sie für seinen Fernsehmehrteiler Berlin Alexanderplatz nach Alfred Döblin. Der große Erfolg in der Rolle der Mieze sorgte dafür, dass Fassbinder sie auch für seinen nächsten Film engagierte. Sie spielte 1981 die Lola an der Seite von Armin Mueller-Stahl und Mario Adorf. Im Film Die bleierne Zeit von Margarethe von Trotta spielte sie neben Jutta Lampe und Rüdiger Vogler die Hauptrolle. Für beide Filme erhielt Barbara Sukowa den Bundesfilmpreis.

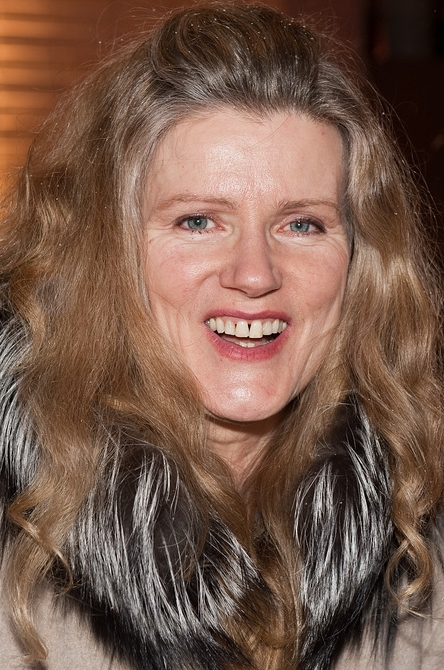
Sukowa auf der Berlinale 2010

1983 wurde sie für die Rolle der Hilde Wangel in Henrik Ibsens Baumeister Solness unter der Regie von Peter Zadek vom Theatermagazin Theater heute zur Schauspielerin des Jahres gewählt. Im Jahr 1986 drehte Margarethe von Trotta mit Barbara Sukowa in der Titelrolle den Film Rosa Luxemburg. Für diese Rolle erhielt Sukowa den Darstellerpreis der Filmfestspiele von Cannes 1986.
Ende der 1980er-Jahre startete Sukowa eine Karriere als Sängerin. Seither gibt sie weltweit klassische Konzerte, unter anderem mit den Dirigenten Claudio Abbado und Esa-Pekka Salonen. Mit dem Dirigenten Reinbert de Leeuw und dem Schönberg Ensemble hat sie die Produktion Im wunderschönen Monat Mai eingespielt, die sich dem deutschen romantischen Lied widmet, vor allem Franz Schubert und Robert Schumann. Mit Robert Longo gründete sie die Rockband Barbara Sukowa & The X-Patsys, für die ihr Sohn Viktor auch Songs schrieb.
2012 wurde Sukowa in die Wettbewerbsjury der 62. Internationalen Filmfestspiele von Berlin berufen. Von 2015 bis 2018 spielte sie die Rolle der Katarina Jones in der US-amerikanischen Science-Fiction-Serie 12 Monkeys.
2019 war sie in Filippo Meneghettis lesbischem Beziehungsdrama Wir beide an der Seite von Martine Chevallier zu sehen. Für ihre Darstellung in der französischsprachigen Produktion gewann sie 2021 als erste deutsche Schauspielerin den Prix Lumière und wurde für den César nominiert.

## Filmografie (Auswahl)
- 1974: Unter Ausschluß der Öffentlichkeit (Fernsehreihe, Folge 1x02 Der Abstieg)
- 1974: Hauptsache die Kohlen stimmen (Fernsehserie)
- 1977: Schule mit Clowns (Fernsehfilm)
- 1977: Verkaufte Träume (Fernsehfilm)
- 1977: Frauen in New York (Fernsehfilm)
- 1978: Heinrich Heine (Fernsehzweiteiler)
- 1980: Tatort – Der gelbe Unterrock
- 1980: Berlin Alexanderplatz (Regie: Rainer Werner Fassbinder)
- 1980: St. Pauli-Landungsbrücken (Fernsehserie, eine Folge)
- 1981: Die bleierne Zeit (Regie: Margarethe von Trotta)
- 1981: Lola (Regie: Rainer Werner Fassbinder)
- 1982: Equateur
- 1982: Deadly Game
- 1983: Zwei Profis steigen aus (Un dimanche de flic)
- 1984: Baumeister Solness (Fernsehfilm)
- 1985: Space (Fernsehserie)
- 1986: Rosa Luxemburg (Regie: Margarethe von Trotta)
- 1987: Die Verliebten
- 1987: Der Sizilianer (The Sicilian)
- 1991: Europa (Regie: Lars von Trier)
- 1991: Homo Faber (Regie: Volker Schlöndorff)
- 1993: Pakt mit dem Tod (Colpo di coda, Fernsehfilm)
- 1993: M. Butterfly
- 1995: Vernetzt – Johnny Mnemonic (Johnny Mnemonic)
- 1997: Im Namen der Unschuld
- 1997: Office Killer
- 1998: Haus der verlorenen Seelen
- 1999: Das schwankende Schiff (Cradle Will Rock)
- 1999: Das dritte Wunder (The Third Miracle)
- 2000: Urbania
- 2001: Thirteen Conversations About One Thing
- 2002: Liebe, Lügen, Leidenschaft (Fernsehserie)
- 2003: Hierankl
- 2004: Die andere Frau (Fernsehen)
- 2005: Romance & Cigarettes
- 2008: Die Entdeckung der Currywurst (Regie: Ulla Wagner)
- 2009: Vision – Aus dem Leben der Hildegard von Bingen (Regie: Margarethe von Trotta)
- 2011: Nacht ohne Morgen (Regie: Andreas Kleinert)
- 2012: Hannah Arendt (Buch und Regie: Margarethe von Trotta)
- 2015–2018: 12 Monkeys (Fernsehserie, 45 Folgen)
- 2015: Die abhandene Welt (Buch und Regie: Margarethe von Trotta)
- 2016: Vor der Morgenröte
- 2017: Atomic Blonde
- 2018: Gloria – Das Leben wartet nicht (Gloria Bell)
- 2019: Native Son
- 2019: Rocca verändert die Welt
- 2019: Wir beide (Deux)
- 2020: Enkel für Anfänger
- 2020: Hunters (Fernsehserie, 1 Folge)
- 2022: Weißes Rauschen (White Noise)
- 2022: Daliland
- 2023: Der Schwarm (Fernsehserie)
- 2023: Air: Der große Wurf (Air)
- 2023: Enkel für Fortgeschrittene
- 2024: Constellation (Miniserie)
- 2024: The Night Agent
- 2025: Klandestin

## Auszeichnungen
- 1981: Darstellerpreis bei den Filmfestspielen von Venedig für Die bleierne Zeit
- 1981: Deutscher Darstellerpreis Chaplin-Schuh des Verbandes der Film- und Fernsehregisseure e. V.
- 1981: Goldener Phoenix (Darstellerpreis) für Die bleierne Zeit, Biennale Venedig
- 1982: Deutscher Filmpreis für Lola und Die bleierne Zeit (Beste darstellerische Leistungen)
- 1983: tz-Rose des Jahres der Münchner Tageszeitung tz
- 1983: Schauspielerin des Jahres der Zeitschrift Theater heute
- 1986: Deutscher Filmpreis für Rosa Luxemburg (Beste darstellerische Leistungen)
- 1986: Darstellerpreis bei den Filmfestspielen von Cannes für Rosa Luxemburg
- 1997: Bayerischer Filmpreis, Darstellerpreis für Im Namen der Unschuld
- 2006: Adolf-Grimme-Preis für Hierankl[5]
- 2007: Nestroy-Theaterpreis-Nominierung als Beste Schauspielerin für Quartett bei den Salzburger Festspielen
- 2008: Beste Darstellerin beim World Film Festival in Montréal für Die Entdeckung der Currywurst
- 2008: ECHO Klassik–Preis im Bereich Klassik ohne Grenzen für Im wunderschönen Monat Mai
- 2009: Bayerischer Filmpreis, Darstellerpreis für Vision – Aus dem Leben der Hildegard von Bingen
- 2012: Bayerischer Verdienstorden
- 2012: Bayerischer Filmpreis, Darstellerpreis für Hannah Arendt
- 2013: Deutscher Filmpreis für Hannah Arendt (Beste darstellerische Leistung – weibliche Hauptrolle)
- 2013: Schauspielpreis Die Europa des Internationalen Filmfestivals Braunschweig
- 2014: Stern auf dem Boulevard der Stars in Berlin
- 2021: Prix Lumières – Beste Darstellerin, zusammen mit Martine Chevallier, für Wir beide[6]
- 2023: CineMerit Award
- 2024: Hessischer Film- und Kinopreis: Ehrenpreis des Ministerpräsidenten[7]
- 2025: Filmkunstfest Mecklenburg-Vorpommern: Ehrenpreis Goldener Ochse[8]

## Filmdokumentation
- 2007: Barbara Sukowa – Mein Leben. Regie: Hilka Sinning[9]